# Die Katzen des Louvre
Die Katzen des Louvre (japanisch ルーヴルの猫 Louvre no Neko) ist eine Manga-Serie von Taiyō Matsumoto, die 2016 und 2017 in Japan erschien. 

## Inhalt
Von den meisten unbeachtet leben seit vielen Generationen Katzen im Louvre. Der neue Wächter Patrick Nasri und die Museumsführerin Cécile Gurin lernen durch Marcel von den Katzen. Der alte Wächter hat seit seiner Kindheit eine enge Beziehung zu dem Museum und kennt hier jeden Winkel. Von ihm erfahren sie auch von weiteren Geheimnissen des Museums. Darunter ein Mädchen, das im Museum verschwand, und eine weiße Katze, die trotz ihres Alters noch immer wie ein Kätzchen aussieht. Beide Geheimnisse scheinen in Zusammenhang zu stehen. Die seit langem hier lebenden Katzen dienen dem Museum nachts als übernatürliche Wächter, können mit den Bildern reden und in sie eintauchen. Sie dürfen sich jedoch den Besuchern tagsüber nicht zeigen. Da die kleine weiße Katze, Schneeflocke, dagegen verstoßen hat, darf sie das Museum nun nachts nicht mehr verlassen.

## Veröffentlichung und Rezeption
Der Manga erschien in Japan zunächst in einzelnen Kapiteln im Magazin Big Comic Original. Dessen Verlag Shogakukan brachte die Serie danach in zwei Sammelbänden heraus. Eine deutsche Übersetzung von Daniel Büchner erschien bei Reprodukt. Der erste Band kam im Juni 2024 heraus. Eine englische Fassung erschien bei Viz Media, eine französische bei Futuropolis und eine spanische bei ECC Ediciones.
Die englische Ausgabe gewann 2020 den Eisner Award für die beste englischsprachige Ausgabe eines ausländischen Materials. Der NDR nennt den Manga ein „poetisches Märchen“. „Der japanische Zeichner Taiyo Matsumoto verbindet Traum und Wirklichkeit, Fantasie und Kunstgeschichte und schafft ein fantastisches Louvre-Universum“ in seinem „ausgesprochen kantigen und kratzigen Zeichenstil“. Für die Jungle World zeigt Matsumoto „die poetische und surreale Welt des Louvre, wo Katzen ihre Gestalt verändern und das Museum und seine Kunstschätze beschützen“. In der vom Tagesspiegel publizierten Comic-Bestenliste für das dritte Quartal 2024 landete Die Katzen des Louvre auf Platz 4.